# رادنی هیت
 رادنی هیت (انگلیسی: Rodney Heath؛ زاده ۱۵ ژوئن ۱۸۸۴ درگذشته ۶ اکتبر ۱۹۳۶) یک تنیس‌باز اهل استرالیا بود. 